# Église San Giobbe
L'église San Giobbe (ou église Saint-Job car dédiée à saint Job) est une église catholique de Venise, en Italie.

## Localisation
L'église est située dans le sestiere de Cannaregio, surplombant le campo du même nom, connu sous le nom Sant'Agiopo en vénitien, sur la rive gauche du canal Cannaregio à Ponte dei Tre Archi. Elle est l'une des cinq églises votives, construites à Venise après une apparition de la peste.

## Historique
En 1378, un hospice avec un petit oratoire dédié à San Giobbe (saint Job) a été construit sur ses propres terres par le prêtre Giovanni Contarini. Il a été achevé par sa fille Lucie, avec l'aide des frères mineurs observateurs, qui y commencèrent la construction d'un nouvel édifice en style gothique et d'un couvent. L'oratoire fut remplacé par une église consacrée à Bernardin de Sienne. Au XVe siècle, elle fut en partie reconstruite en style Renaissance avec le soutien financier du Doge Cristoforo Moro, en remerciement de la prophétie de Bernardin que Moro deviendrait doge - Cristoforo fit don de 10 000 ducats pour les travaux de construction en 1471, trois mois avant sa mort, et a été enterré dans l'église. Les travaux ont commencé en 1450, en pause jusqu'en 1470, elle fut finalement reconsacrée en 1493, comme l'un des premiers exemples d'architecture Renaissance dans la ville. Elle fut dédiée à saint Job et à saint Bernardin. Elle fut entamée par Antonio Gambello et, lorsque les travaux ont repris en 1470, ensuite complétée par le sculpteur et architecte Pietro Lombardo, avec la conception de l'autel actuel et la porte principale ainsi qu'une grande partie de la décoration intérieure.

## Description
L'église abrite le tombeau de René de Voyer de Paulmy d'Argenson, ambassadeur français à la République de Venise, par les sculpteurs français Claude Perreau et Thomas Blanchet.
Son retable comporte des œuvres de Vivarini, Pietro Lombardo, Bonifacio de Pitati, Previtali, Luca Della Robbia, Marco Basaiti et Paris Bordone, ainsi que Il Presépio de Gerolamo Savoldo en 1540.
La Sacristie remonte au XVIe siècle avec des armoires originales et un plafond à caissons orné de peintures représentant les prophètes et saints de l’Ancien Testament. La coupole du presbytère comporte d'élégantes décorations, œuvres de Pietro Lombardo. Au sol se trouve la pierre tombale tombe du doge Cristoforo Moro. La chapelle Martini comporte une polychromie au plafond en faïence vernissée qui est attribué à Luca Della Robbia et qui représente le Père Éternel entouré des Quatre Évangélistes.

### L'oratoire de l’hôpital San Job
L'oratoire est situé sur le fondamenta S. Agiopo le long du canal de Cannaregio, avec un petit clocher-mur. Il dispose d'un seul autel avec un retable représentant l'Enfant Jésus et saint Job, œuvre de Pilotti. Construit dans la seconde moitié du XVIe siècle il est embelli de fresques en 1771. Il conserve la pierre tombale du fondateur, le noble Zuane Contarini.

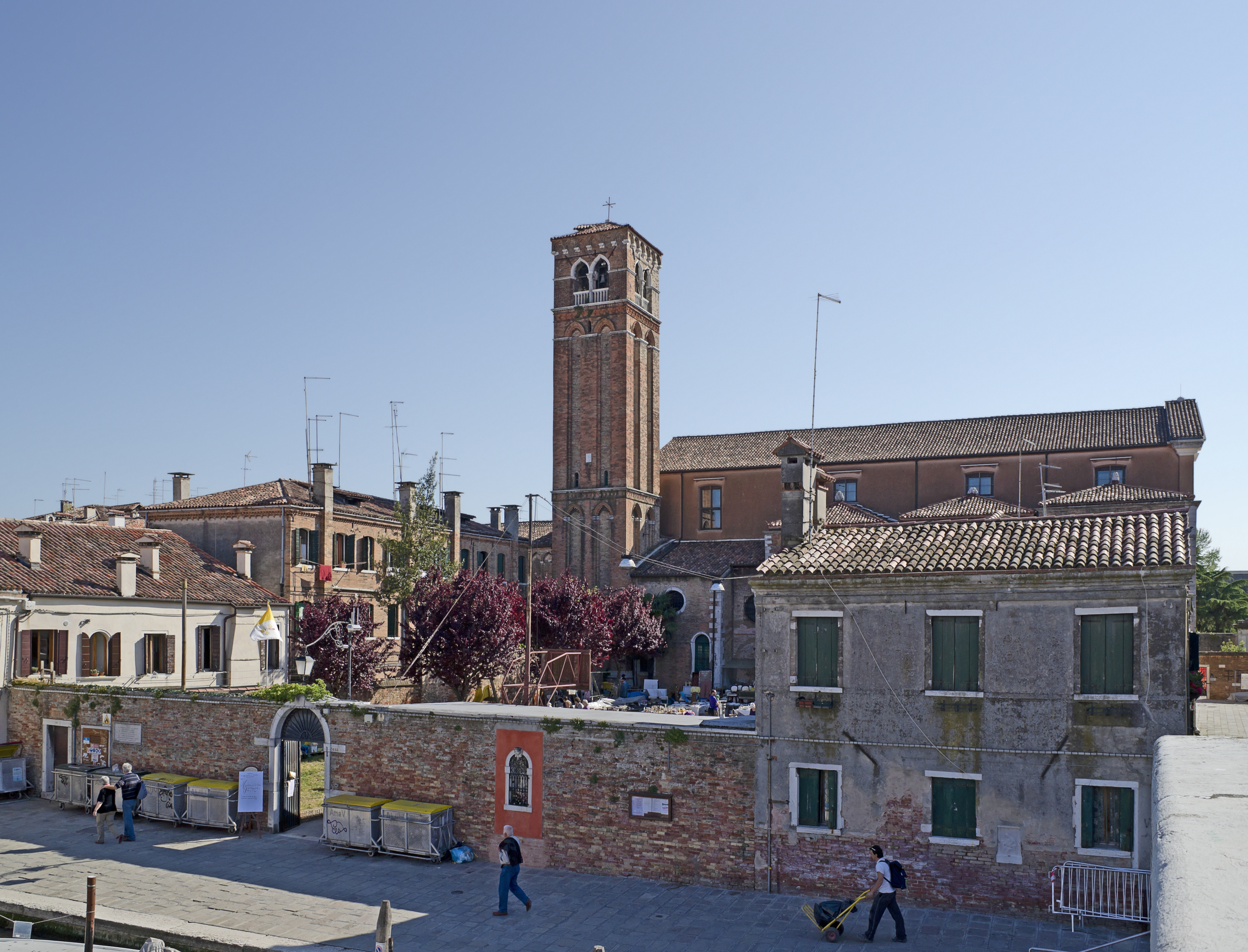
San Giobbe vue du Ponte dei Tre Archi.
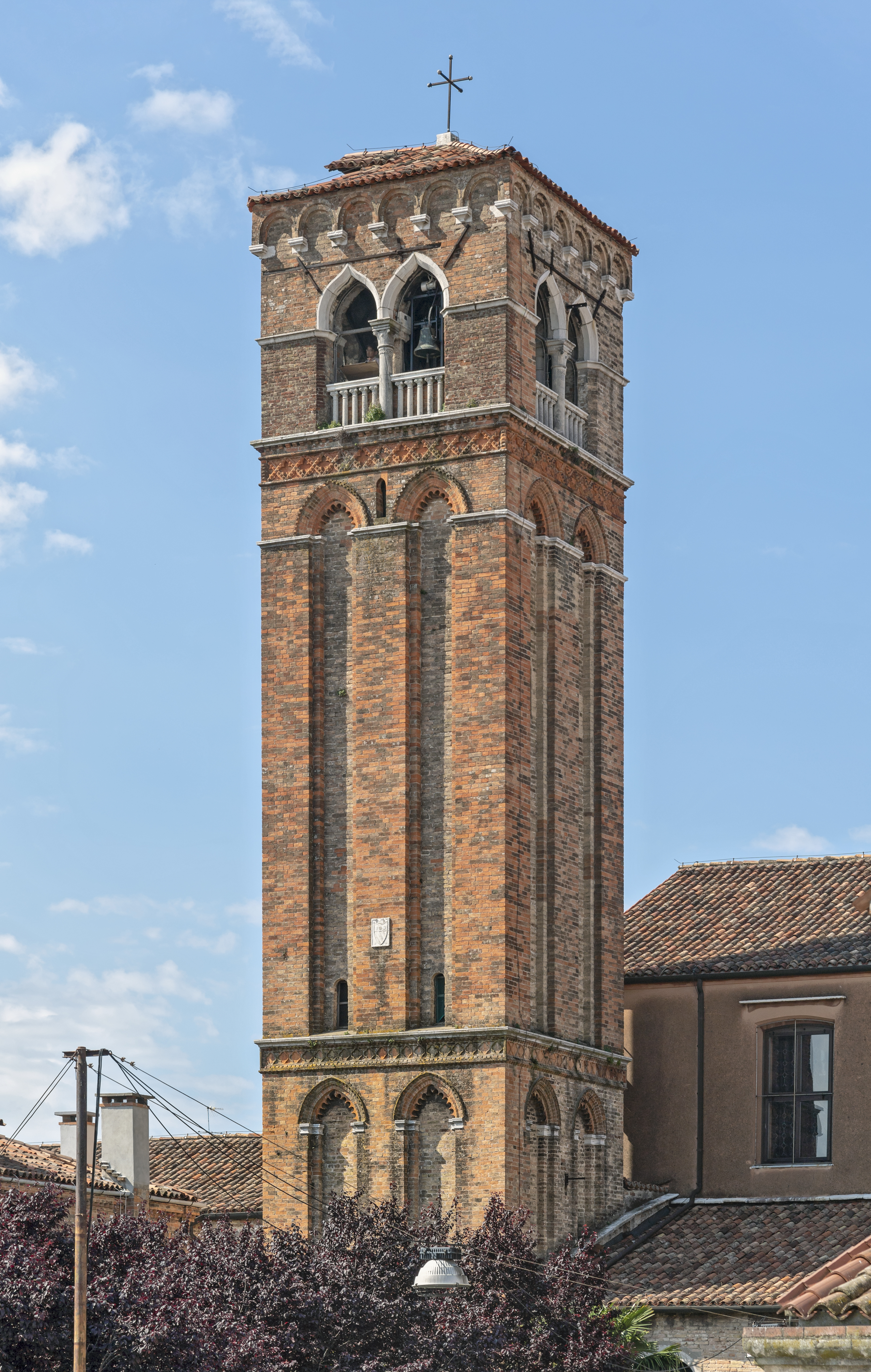
Le campanile.
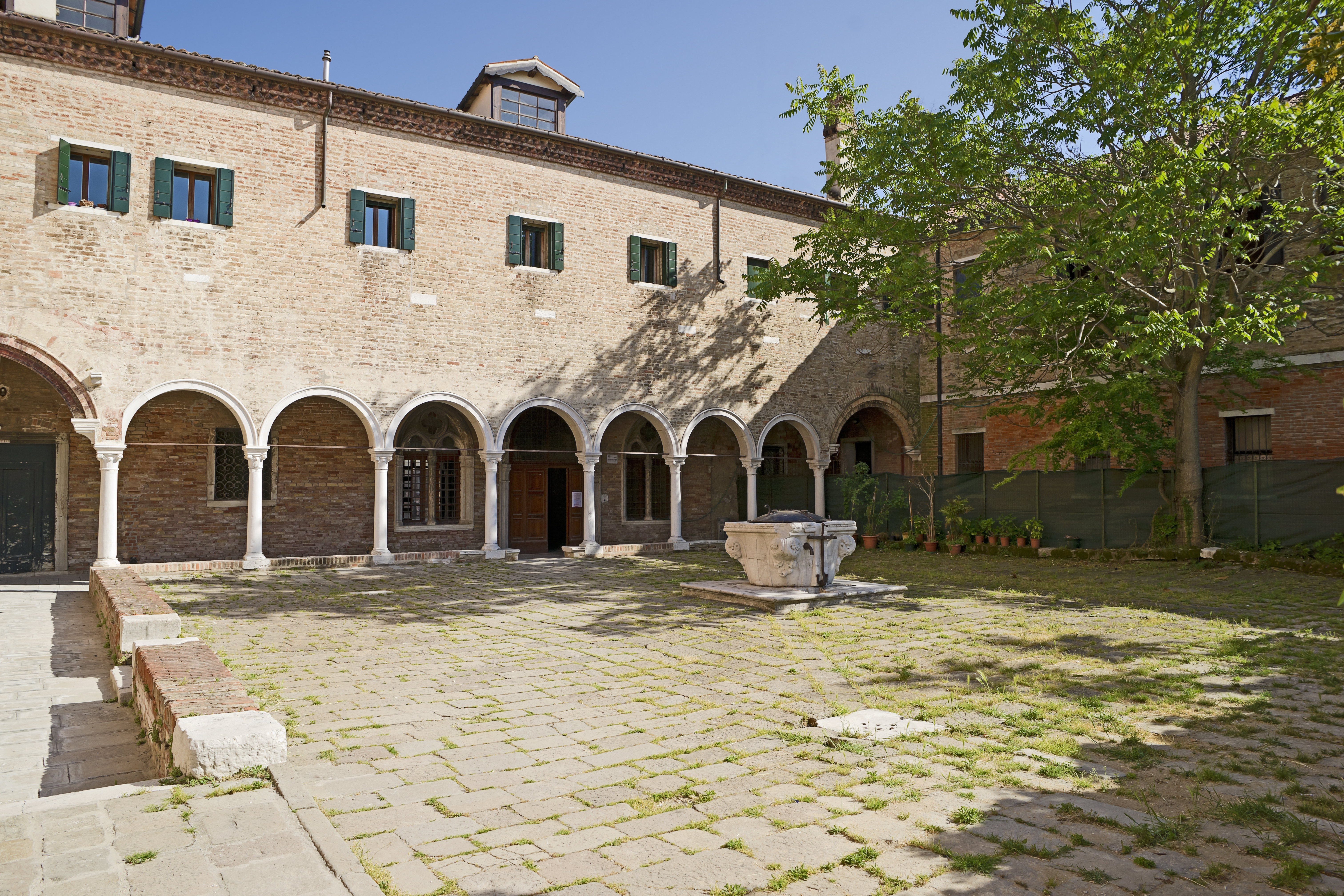
Le cloître.
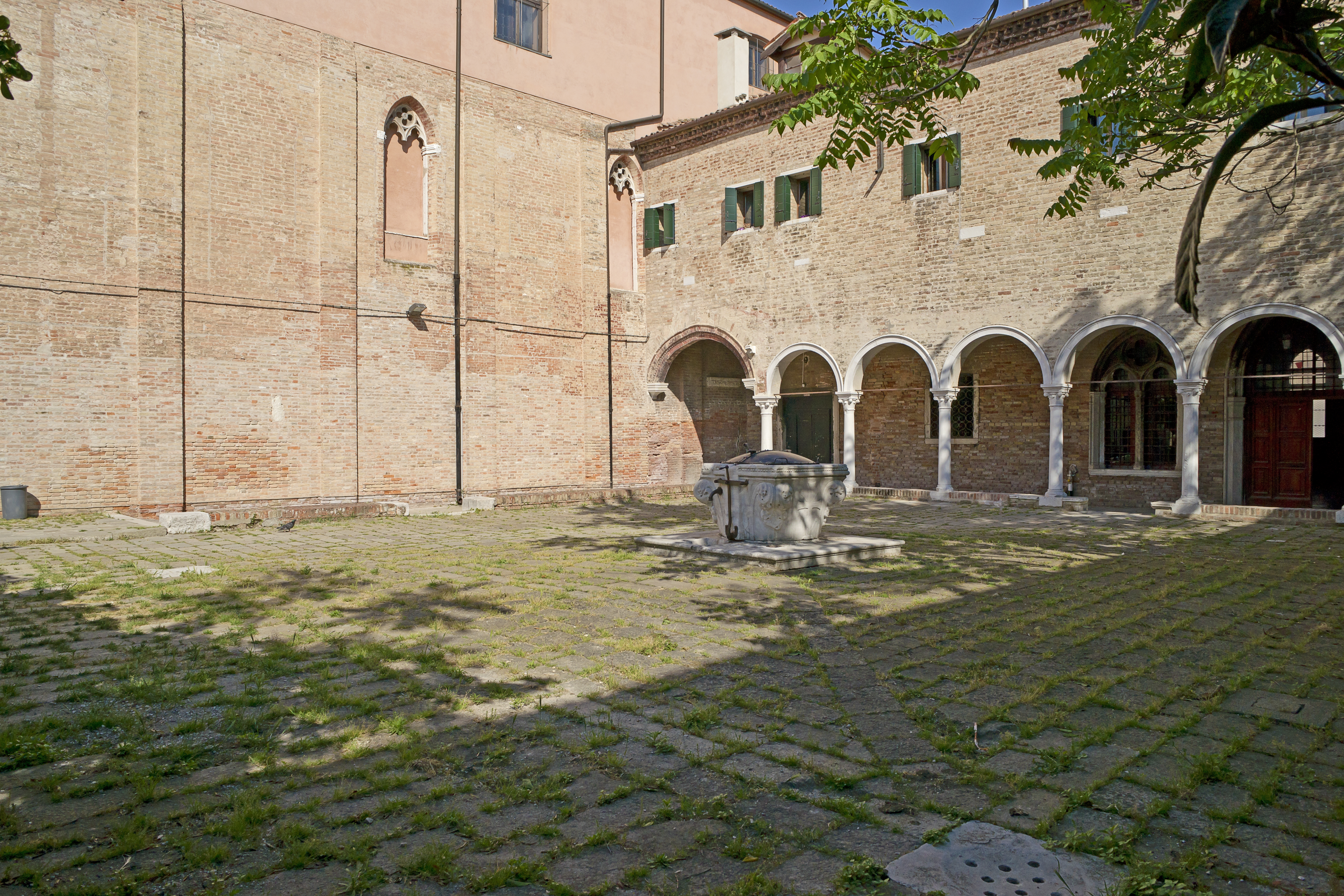
Le cloître.
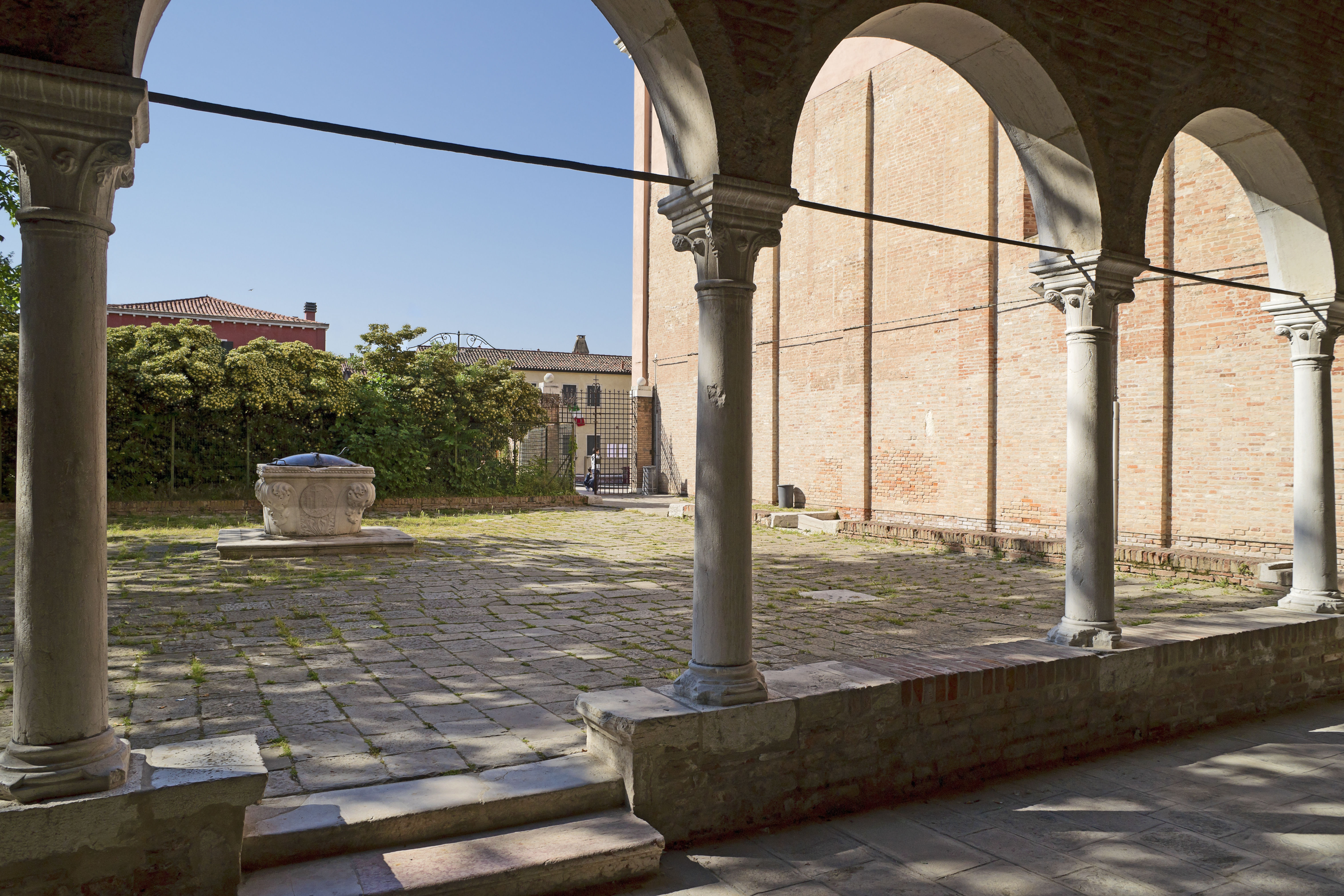
Le cloître.
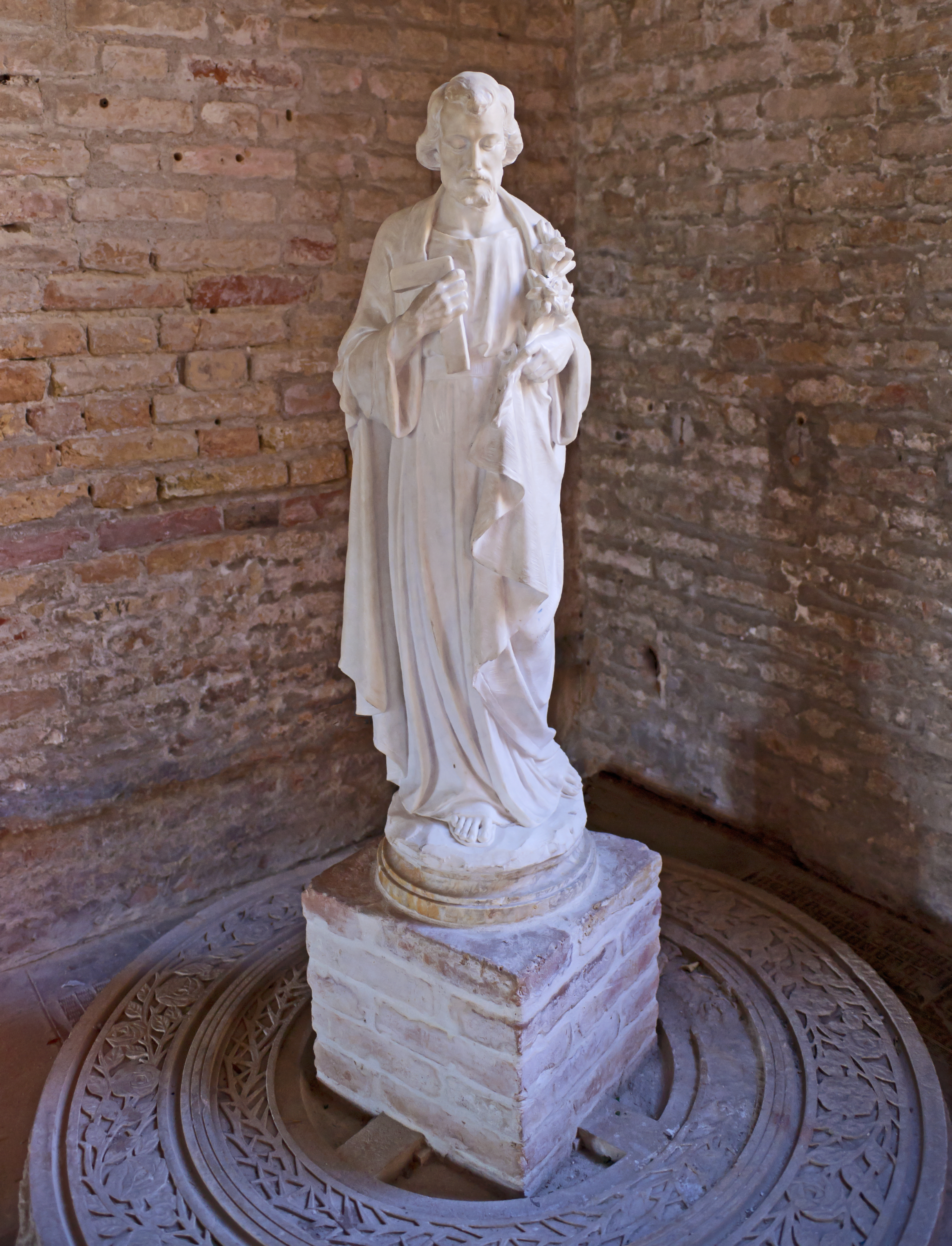
Statue de saint Job.
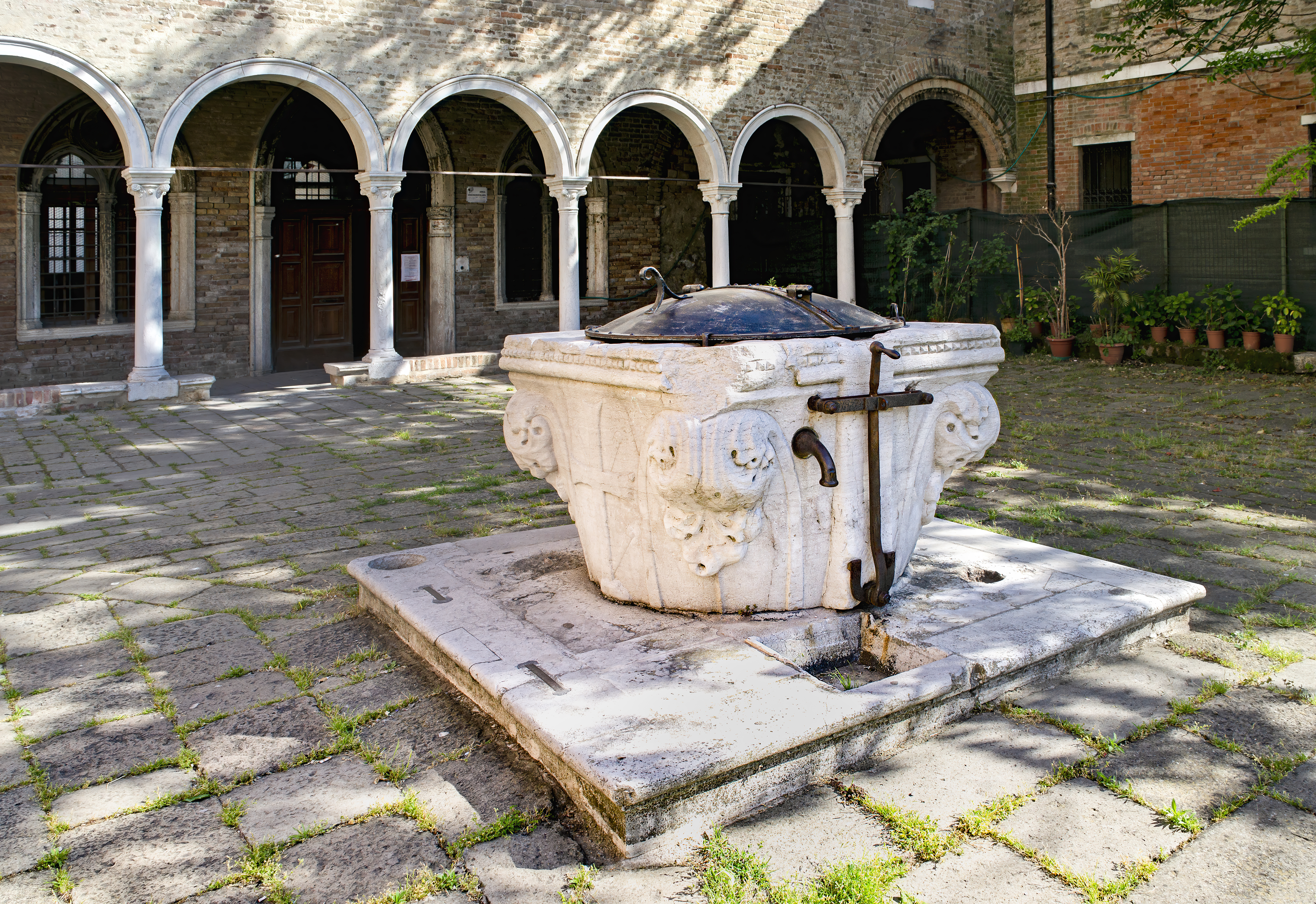
Le puits dans le cloitre.
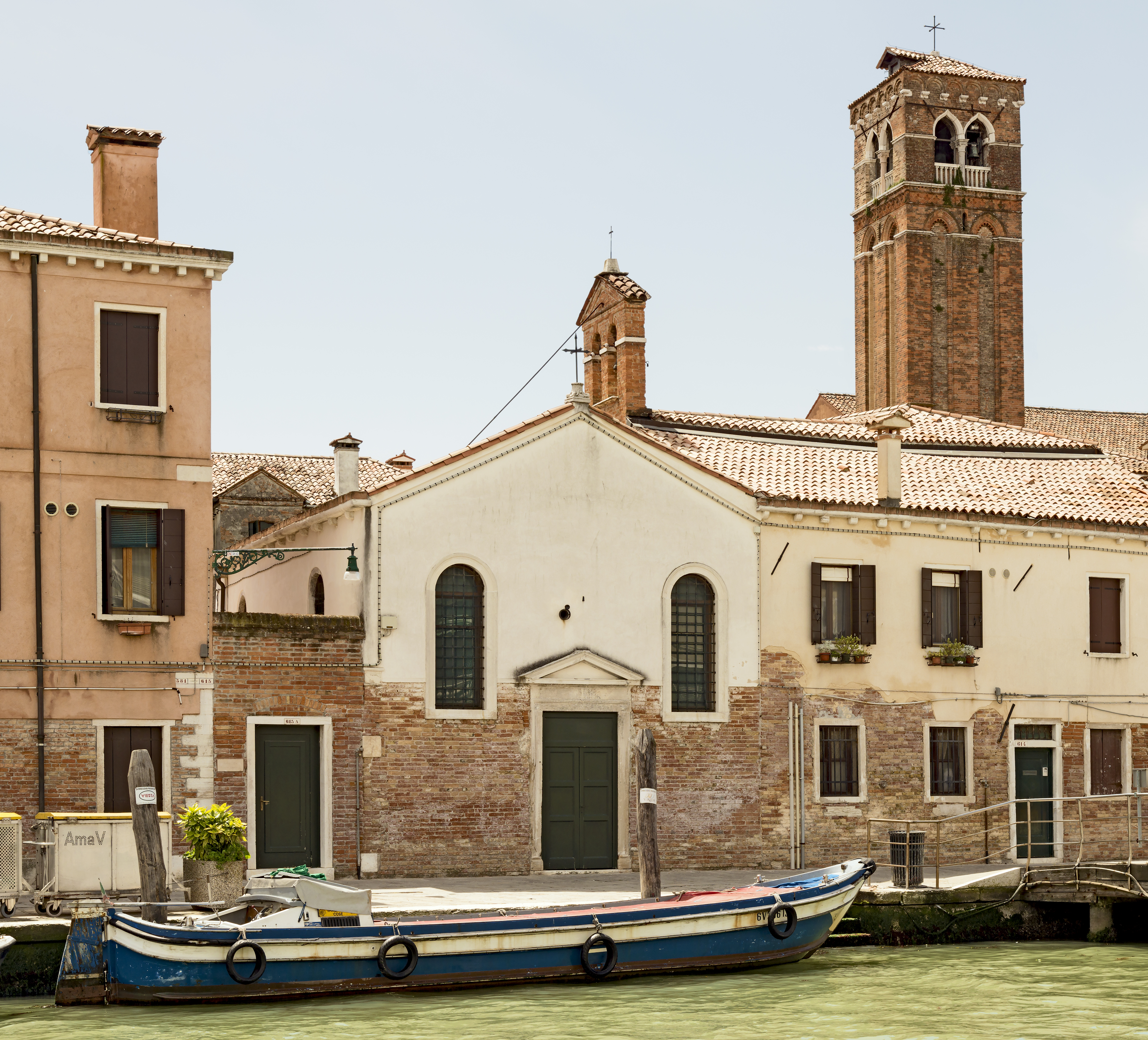
L'oratoire de l'Ospedale di San Giobbe.

## Œuvres déplacées
- La Transfiguration du Christ, de Giovanni Bellini, 1455, bois, 133 × 90,3 cm, dont la partie supérieure est mutilée, est actuellement au Musée Correr.

Actuellement conservée aux Gallerie dell' Accademia à Venise.
- La Pala di San Giobbe (Retable de Saint-Job) par Giovanni Bellini. huile sur panneau de bois, 471 × 258 cm, peinte selon les auteurs entre 1470 et 1500.
- La Présentation de Jésus au temple par Vittore Carpaccio en face du retable précédent, tempera sur panneaux de bois de 1510.
- La Prière dans le jardin par Marco Basaiti.

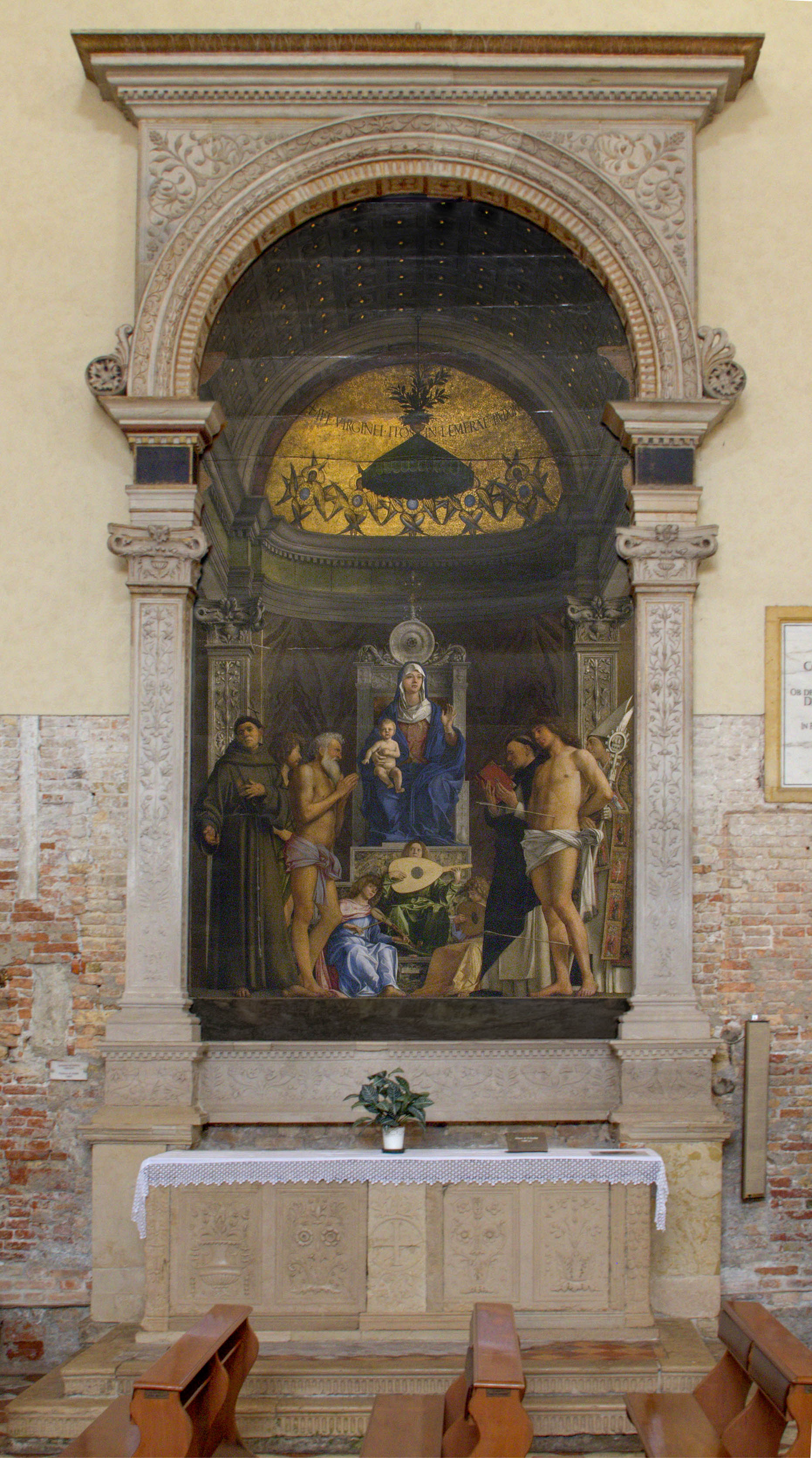
Copie de la Pala di San Giobbe par Giovanni Bellini.
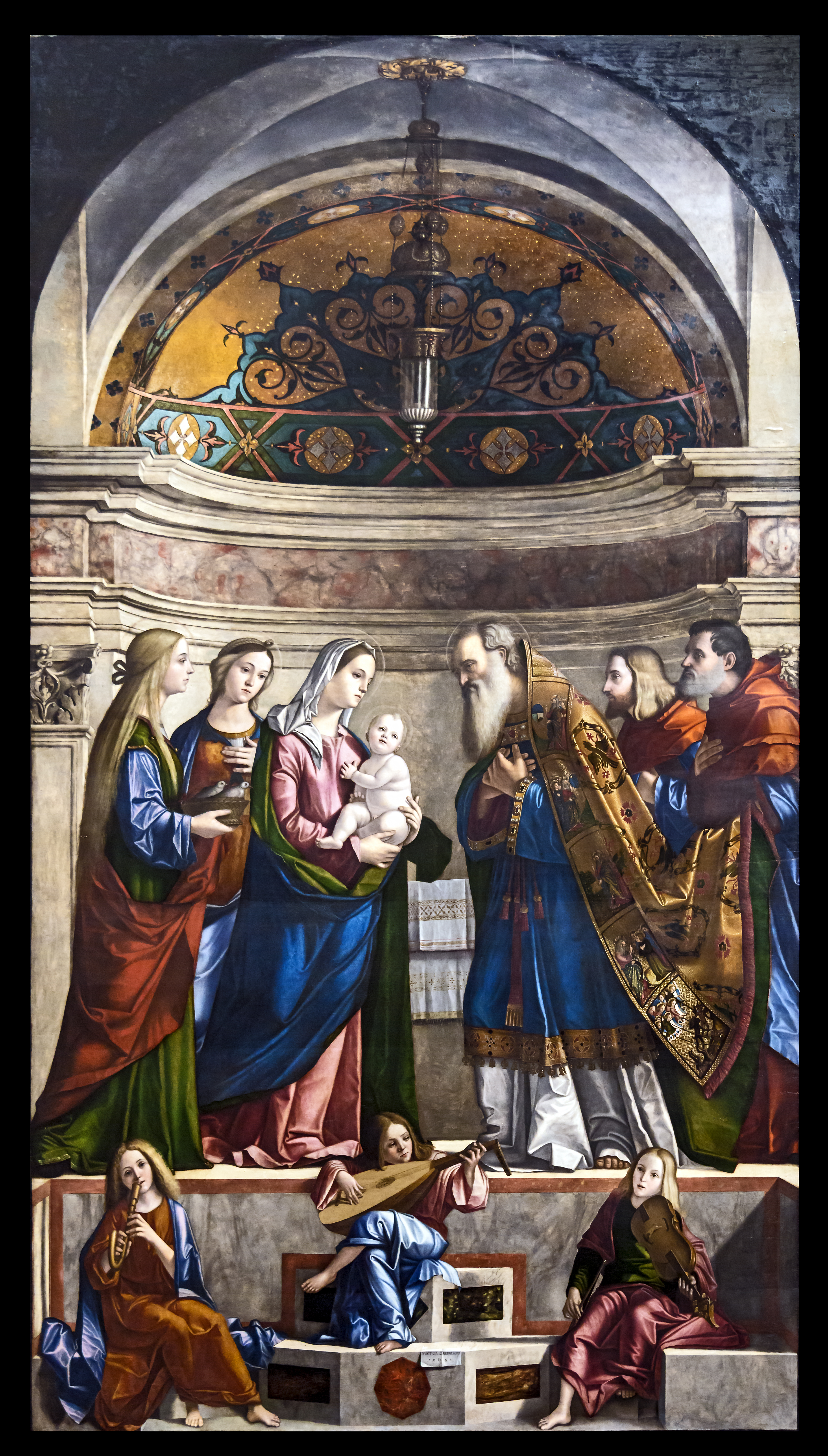
La Présentation de Jésus au temple par Vittore Carpaccio.
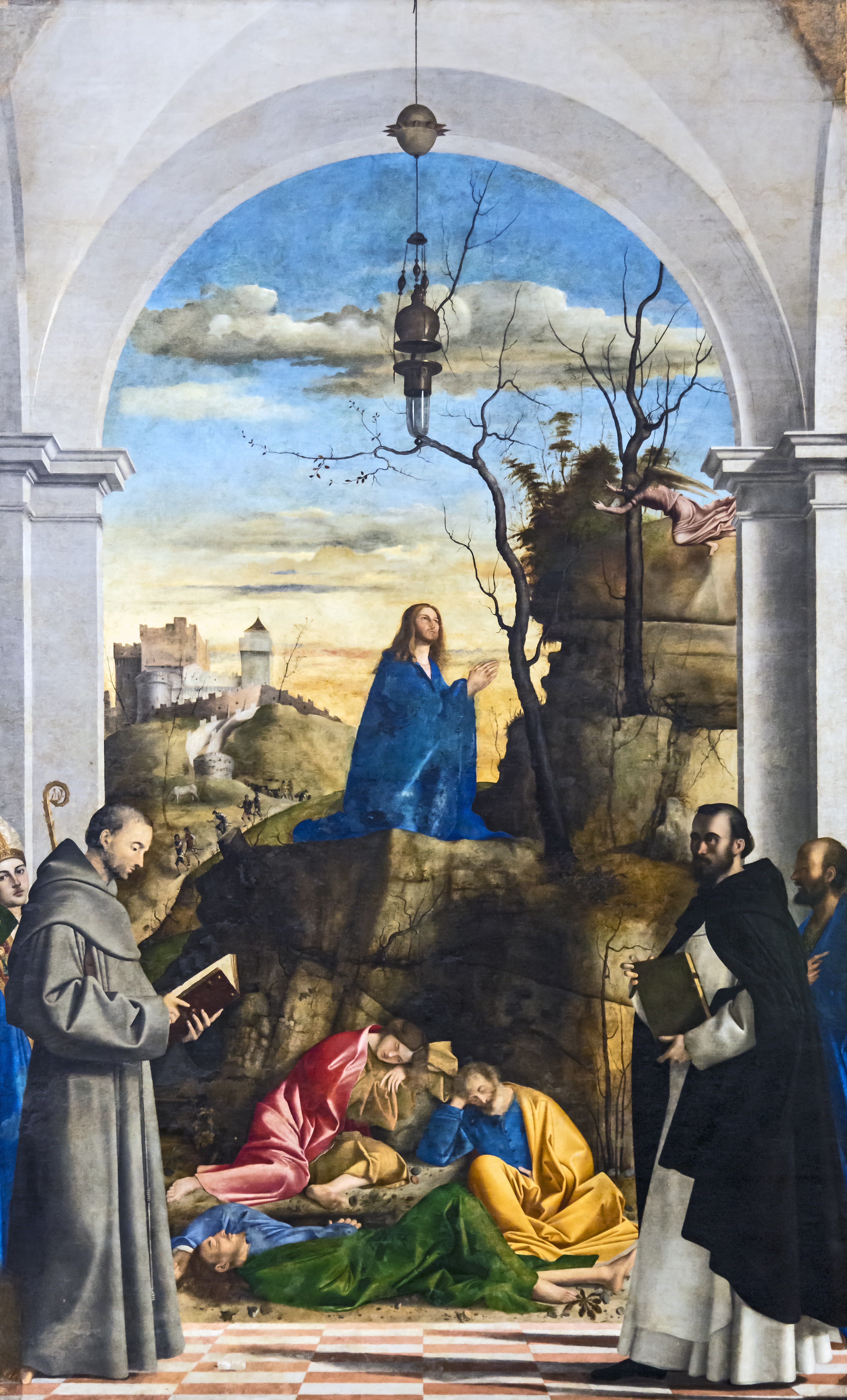
La Prière dans le jardin  par Marco Basaiti.